# Nationaal park Raet
Nationaal park Raet (Noors: Raet nasjonalpark) is een nationaal park in Agder in Noorwegen dat op 16 december 2016 werd opgericht. Het park is 608 vierkante kilometer groot en beschermt het kustlandschap en de scherenkust aan het Skagerrak in de gemeentes Arendal, Tvedestrand en Grimstad. 

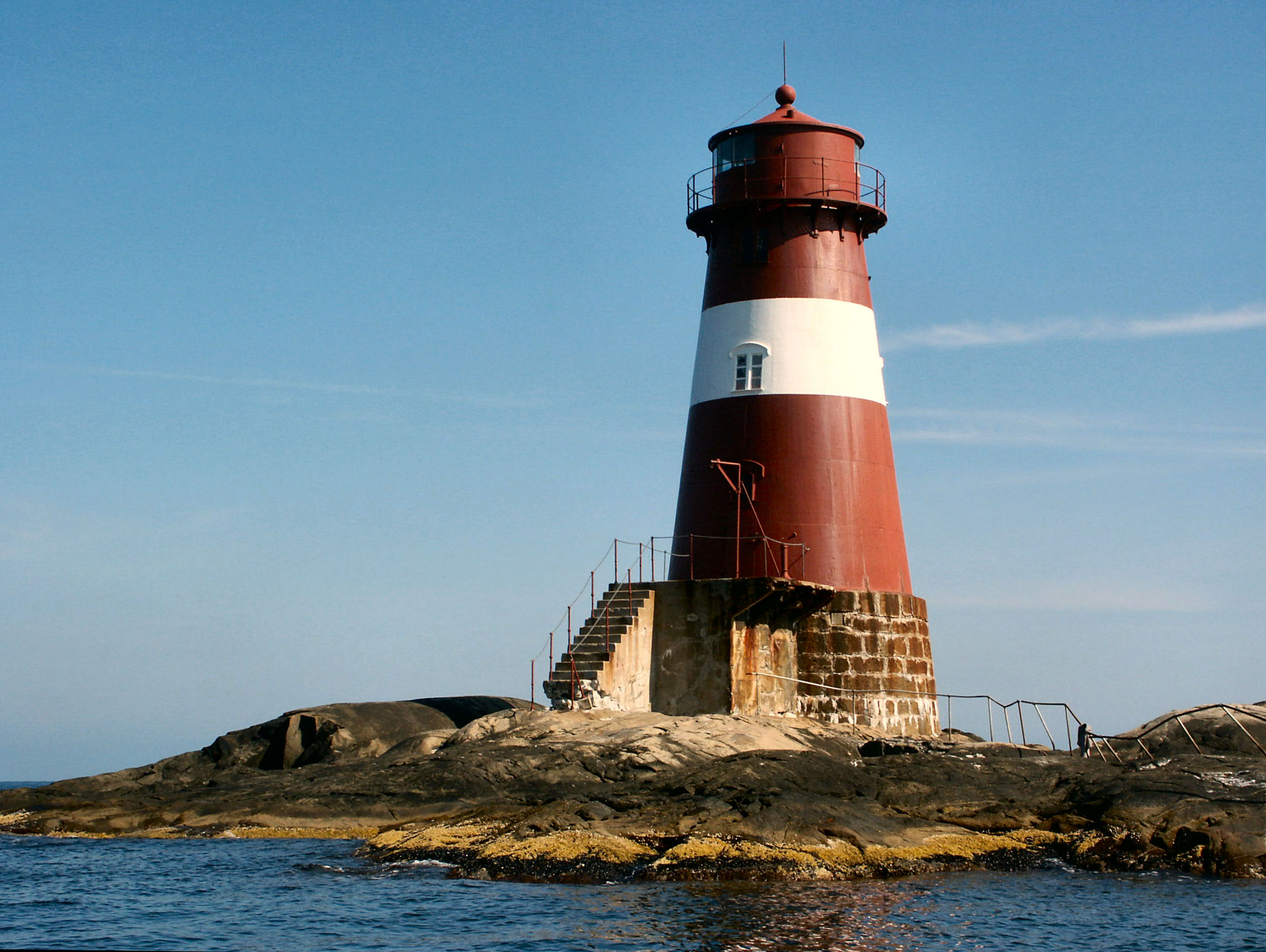
Møkkalasset-vuurtoren, nationaal park Raet
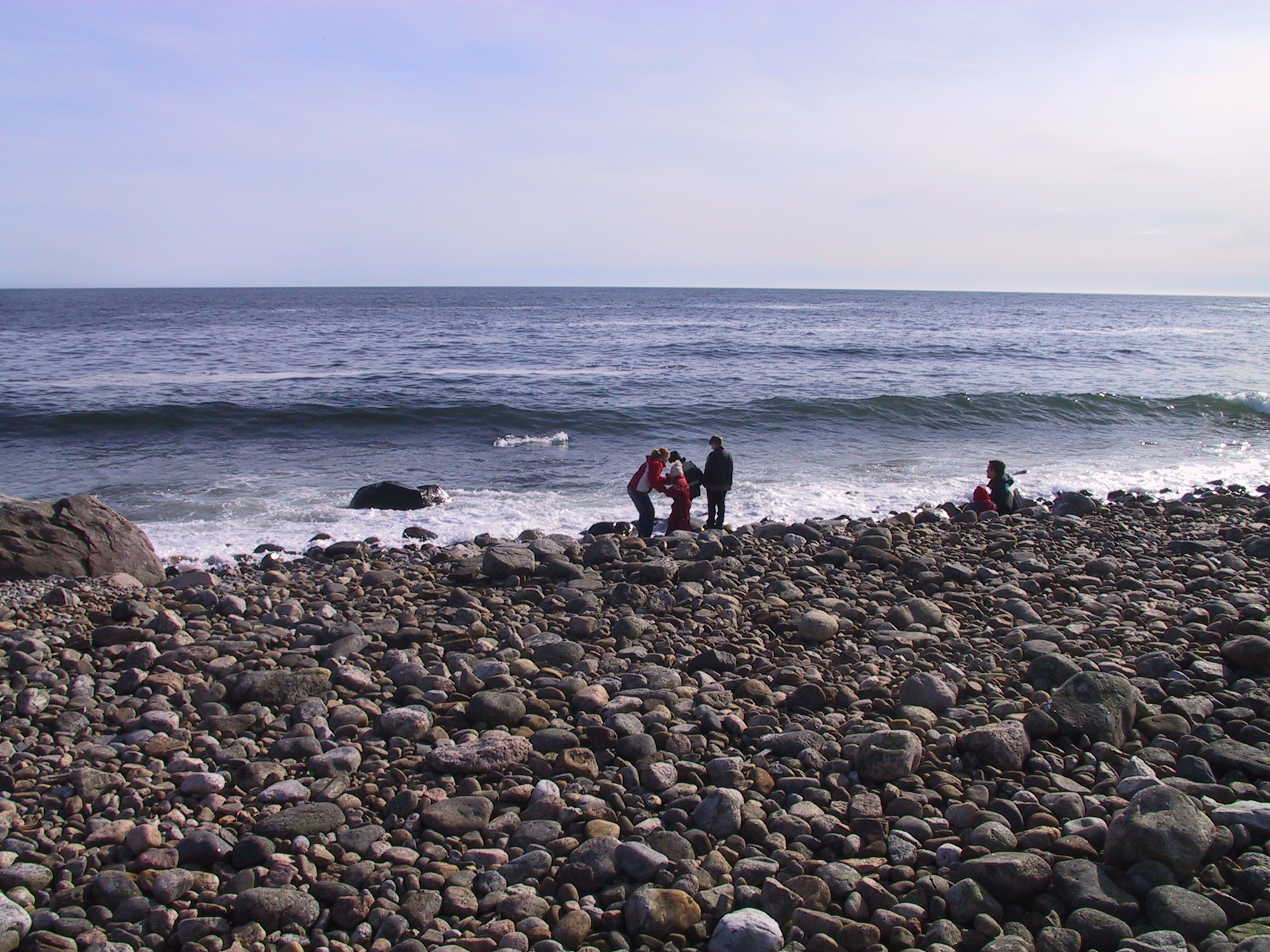
Rullesteinstrand, nationaal park Raet
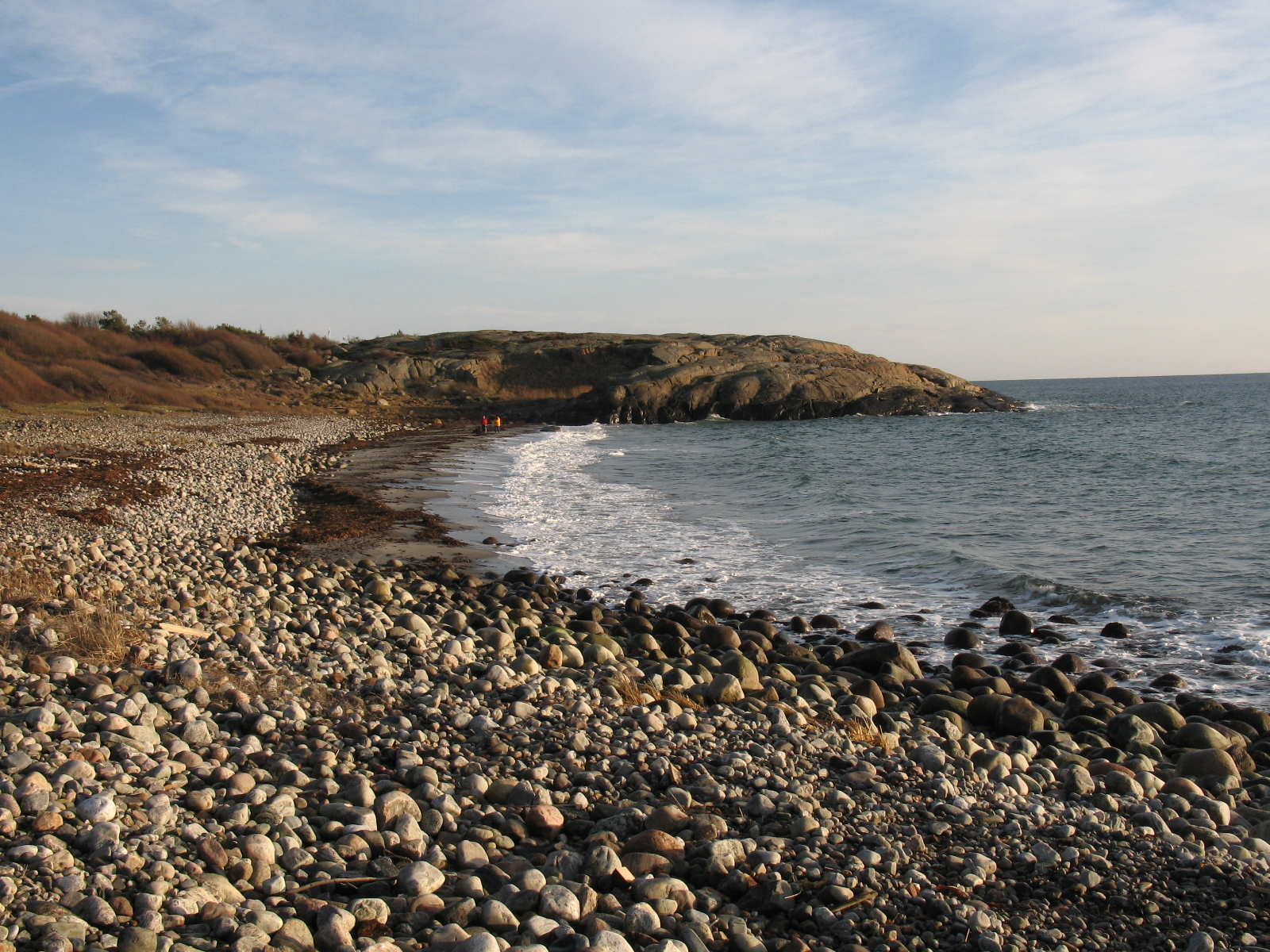
Rullesteinstrand, nationaal park Raet
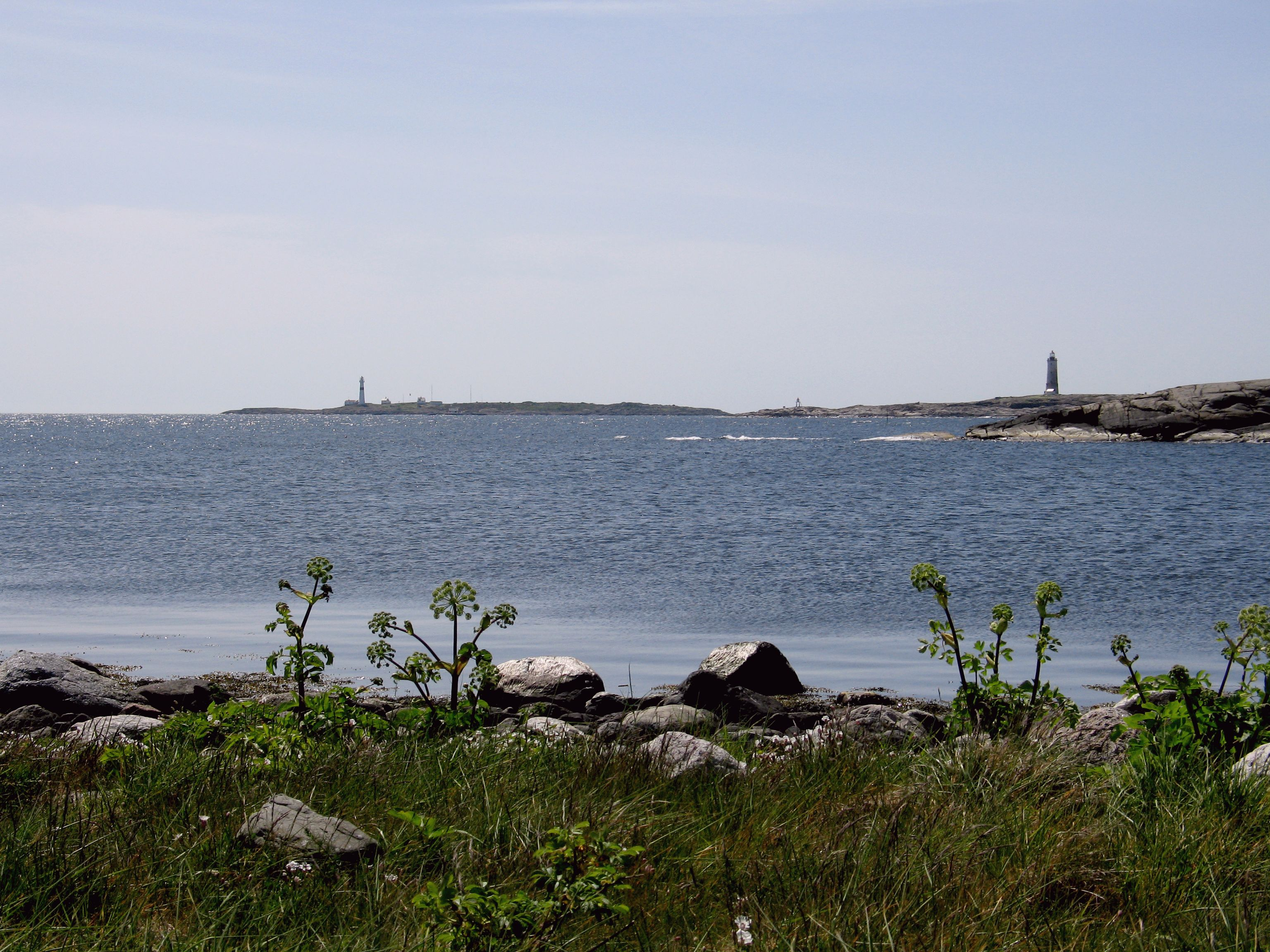
Torungene-vuurtoren, nationaal park Raet
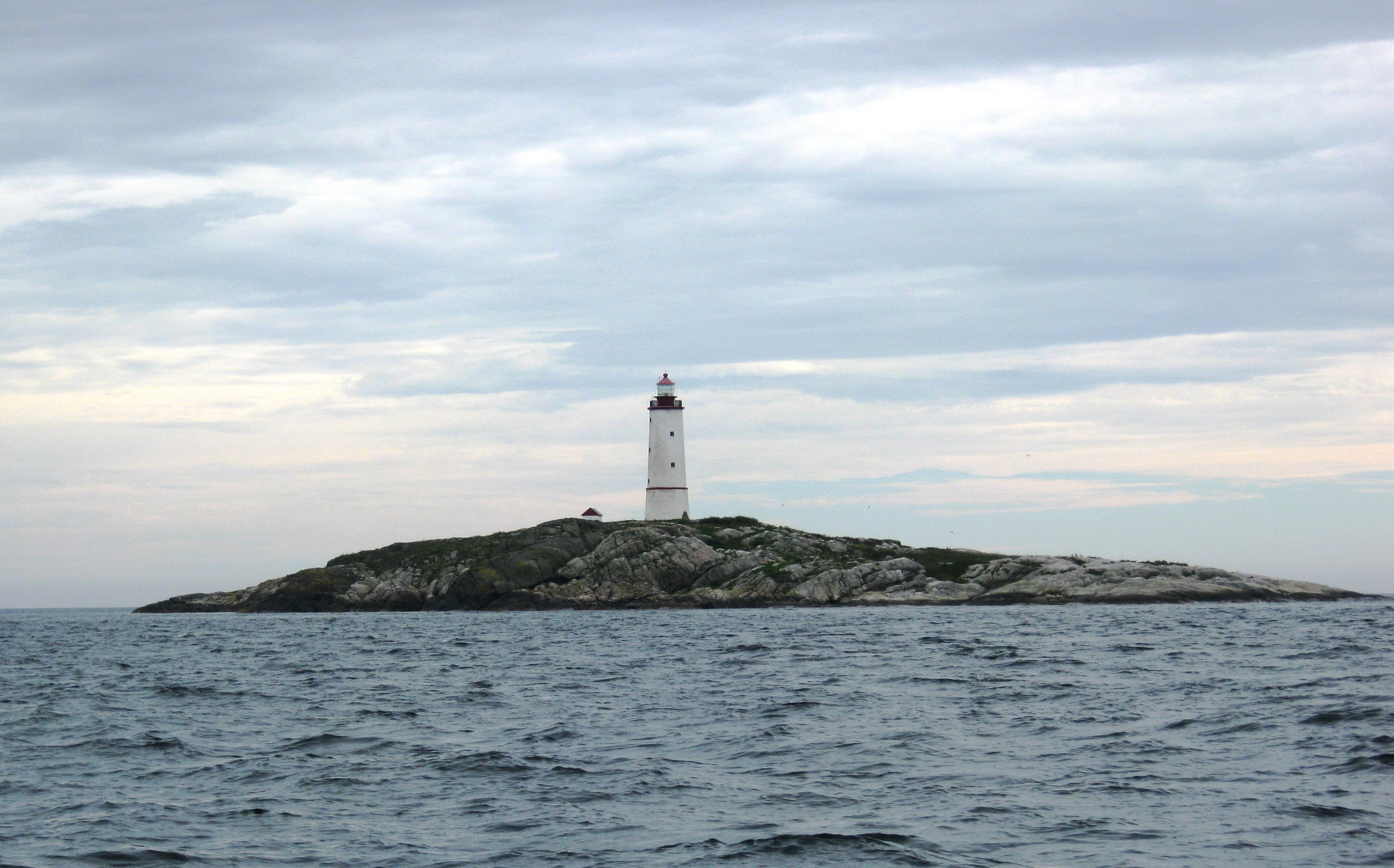
Lille Torungen, nationaal park Raet
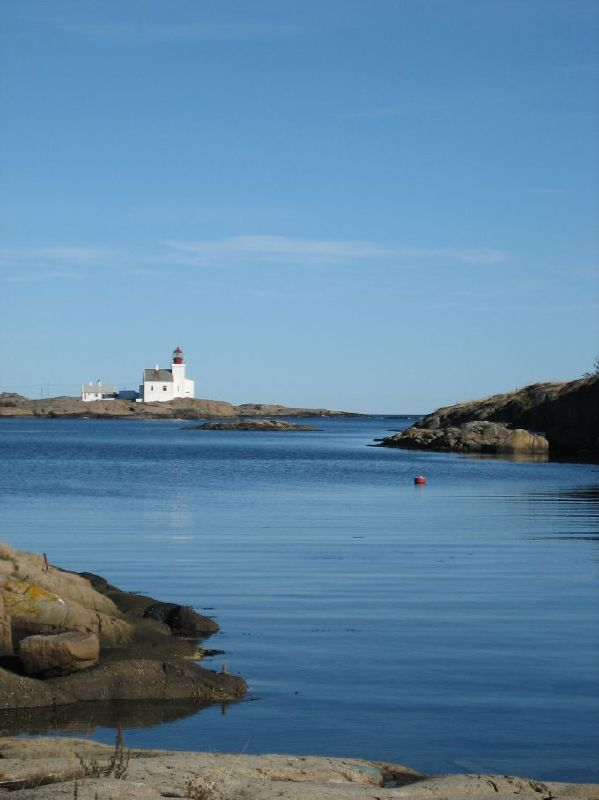
Lyngør-vuurtoren, nationaal park Raet